# Zaporizzsjai kozákok

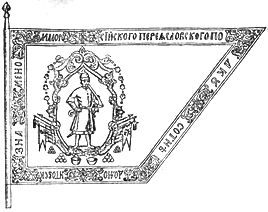
Kozák zászló (1762)

Zaporizzsjai kozákok (orosz változatban zaporozsjei kozákok (ukránul: Запоріжжя oroszul: Запорожье)) a mai Ukrajnában található Zaporizzsjai területen élt kozákok neve. Államszervezetüket Zaporozsjei Hadnak vagy hetmanátusnak nevezték és ennek a központja a Zaporizzsjai Szicsnek nevezett erődrendszer volt, melyet a kozákság bölcsőjének tekintenek. A zaporizzsjai kozákság a doni kozákokkal ellentétben elsősorban Lengyelország ortodox alattvalóiból került ki.

## A népesség kialakulása
A zaporizzsjai kozák népesség a 14. század végén a 15. század elején alakult ki a Lengyel–Litván Unió déli részén. A Dnyeper folyó alsó szakasza mentén, telepedtek le. Az akkori időben peremterületnek számító részeket birtokló Visnevecki mágnáscsalád urai tették lehetővé, hogy az ukrán sztyeppén vadászó kalandor elemek röghöz kötődjenek.
Ekkor ezt a területet „Vad mezők”-nek nevezték. Az itt kialakuló kozákság a doni kozákokkal ellentétben elsősorban Lengyelország ortodox alattvalóiból került ki. A szabad sztyeppi földeken letelepülők megalapították saját állandó szállásaikat és táboraikat. Kezdetben több helyen kis erődítményeket, úgynevezett „szicseket” építettek (szics = erődítmény földsánccal, palánkkal, vizesárokkal megerősített település), a fő erődítmény idővel alakult ki. Az első ilyen valószínűleg 1556-ban Dmitro Visneveckij irányításával a Dnyeper Horticja nevű szigetén (Horticjai Szics) létesült.

## Zaporizzsjai Szics

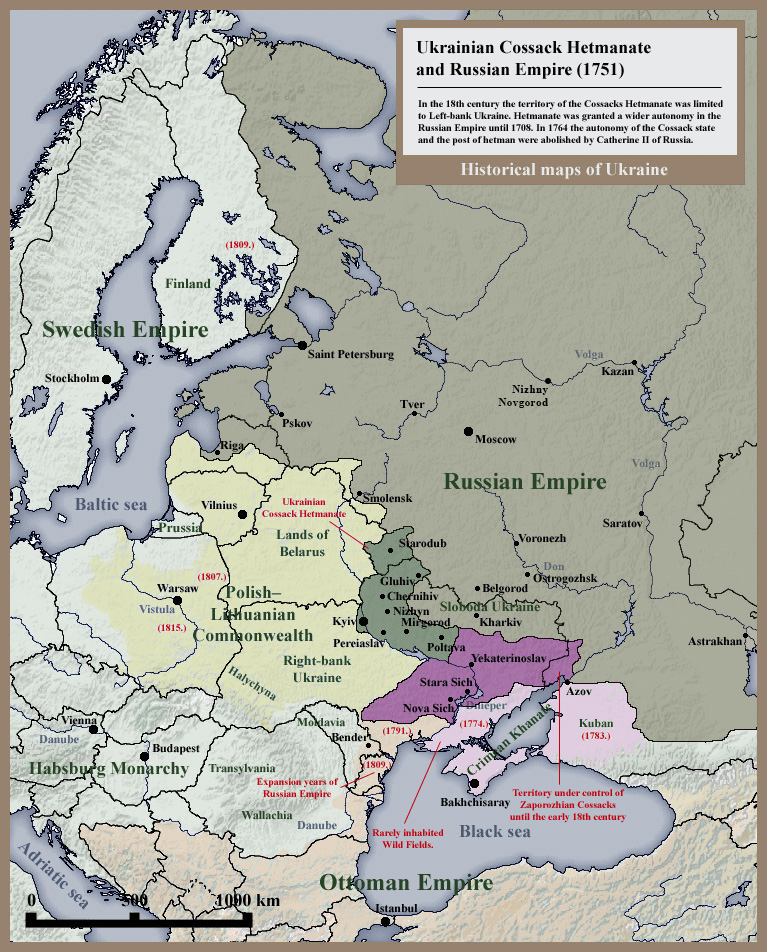
A kozák hetmanátus és a cári birodalom területe 1751-ben

Az erődítmény patkó alakot formázott és falai mögött fából épült házak és raktárépületek álltak. A szics közepén tér volt Mária Oltalma templommal, kúttal, a büntetés-végrehajtó hellyel (oszlop) és itt tartották a népgyűléseket, az úgynevezett vicséket.
E körül álltak a kurinyok (hosszú téglalap alakú építmény, ahol a kozákok laktak. 38 kuriny volt.), az elöljárók házai, a kancellária épülete, lőpor- és fegyverraktárak. A folyóparti kikötő az erődön kívül volt. A külföldi követek és kereskedők lakhelye, a „görög ház” a kikötő mellett, az erődön kívül volt. A külső fala kihegyezett végű, szorosan egymáshoz illesztett hasított szálfákból épült. Az elnevezése is innen ered, ugyanis a szics szó ukránul azt jelenti hasítani.
A Szics körüli szigetek búvóhelyei kis erődítmények voltak a katonai kincstár számára. Itt volt a flottilla horgonyzóhelye, a katonai kincstár rejtekhelye, és az ágyúk őrzési helye.
Visneveckij halála után az 1770-es évek elejére a szüntelen háborúik ellenére is a zaporizzsjai kozákok száma elérte a százezret.
A történelem során a Zaporizzsjai Szics helye is állandóan változott:
- 1556–1557 Horticjai Szics
- 1564–1593 Tomakivkai Szics
- 1593–1638 Bazavlucki Szics
- 1639–1652 Mikitinszkij Szics
- 1652–1709 Csortomlinszkai Szics

Orosz csapatok 1775-ben átfogó támadást intéztek a zaporizzsjai kozákok ellen, és elpusztították a Zaporizzsjai Szicset, melyet a későbbiekben újjáépíteni már nem tudtak.

## A zaporizzsjai kozákok társadalma

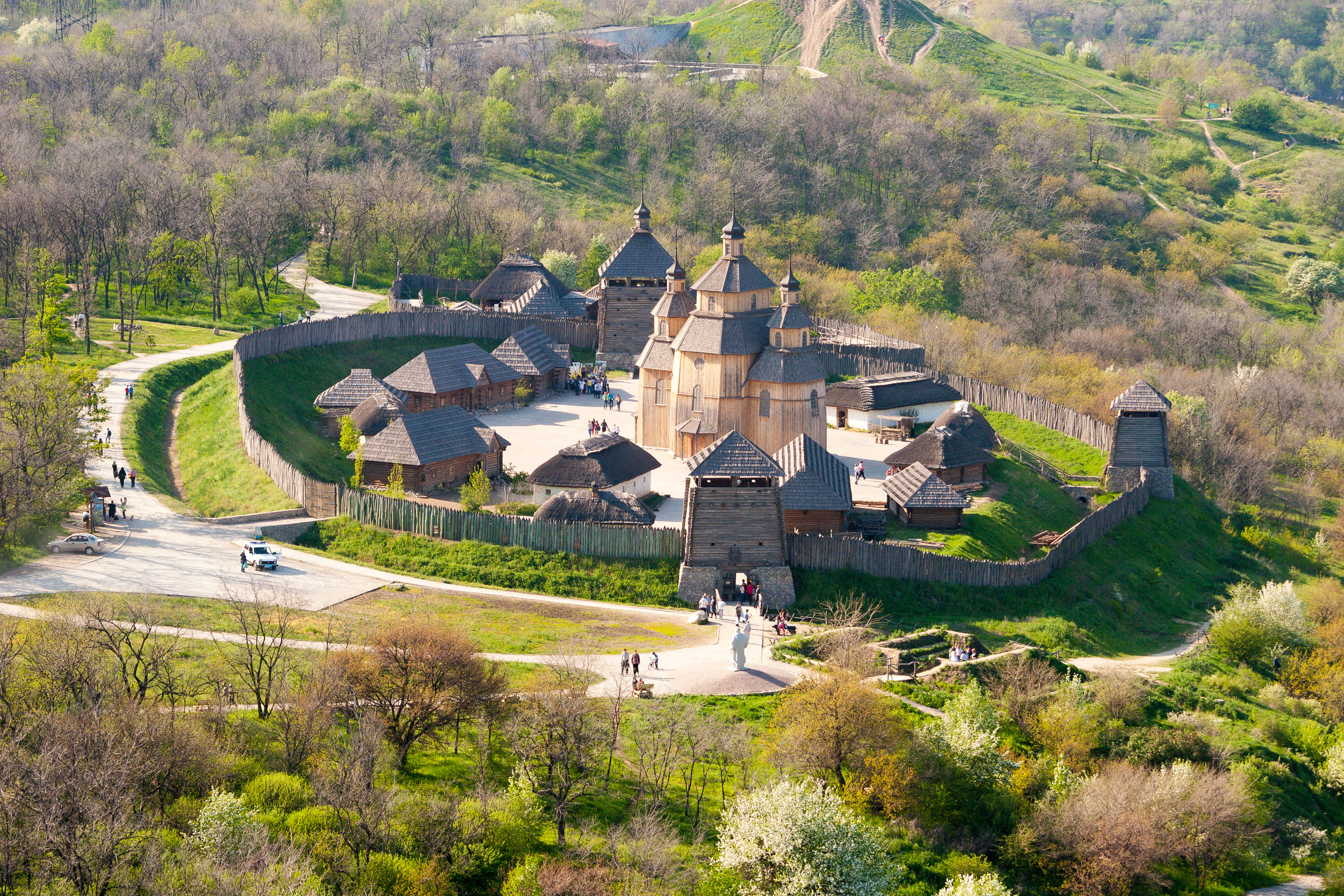
Zaporizzsjai Szics, történelmi-kulturális komplexum

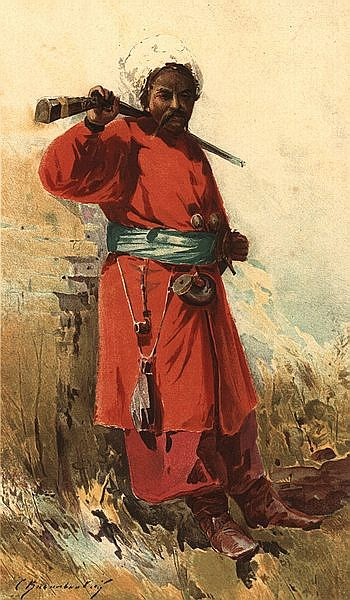
Zaporizzsjai kozák (1900)

A kozákok jogilag egyenlők voltak, azonban voltak gazdag és szegény kozákok közöttük. Egyben voltak egyformák, hogy minden kozák szavazati joggal rendelkezett.
- Kozák köztársaság – katonai-politikai szervezet, választott vezetőkkel, egyenlő szavazati joggal.
- Általános tanács – kül- és belügyek intézése volt a feladata. Itt vitattak meg minden fontos döntést.
- Sztársina (kozák előkelőség) – irányította a Szicset. Minden tisztség választott volt és nem öröklődött. Fontosabb tisztségek: hetman (korlátlan hatalom), bíró, írnok, katonai vezetők, fegyvermester, tisztségviselők.
- Kuriny – kisebb katonai közösség vezetője az atamán.[4]

### Hadviselésük
Jellegzetes kozák fegyverek a puskák, a muskéták, a szablya, a harci kések, a tőrök, a buzogányok, a lándzsák, a csáklyák. Vértet vagy pajzsot nem viseltek.
Hadviselés:
- gyalogság: 3 sorban áll a gyalogság = 1. sor lő, 2. adja puskát, a 3. tölti a puskát
- lovasság – félkörben támad az ellenségre
- a tengeri hadviselés alapja a sajka, gyors, könnyen irányítható csónak volt. Előfordult, hogy hajóikkal a kozákok átszelve a Fekete-tengert kalóztámadást intéztek az Oszmán Birodalomhoz tartozó Kis-Ázsia északi partjai ellen.[5]

A kozákok ezredekbe (perejaszlavi, kijevi, cserkaszi, csihirini, bilocerkvai, korszunyi ezred) és századokba voltak beosztva.
Lajstromozott kozákoknak nevezték azokat a zaporizzsjai kozákokat, akik a lengyel királyi hadsereg szolgálatába beválasztott kozákok voltak. A szolgálatért földet kaptak és fizetést. Vezetőjük szintén a hetman volt, de őket a király választotta. A lajstromozott kozákság létszáma nem volt állandó.

## Rövid történetük
A zaporizzsjai kozákok állandó harcban álltak a krími tatárokkal, a törökökkel és sokszor harcoltak a lengyel-litván állam ellen is. De számos háborúban szolgálták a lengyel uralkodót többek között a törökök, a svédek, a moldvaiak, a németek és az oroszok ellen. A magyarok oldalán beavatkoztak a török háborúkba, főleg a tizenöt éves háborúba, alkalomadtán ugyan a magyarok, erdélyiek és románok ellen is harcoltak. A 16. században megindult az önálló kozák (ukrán) állam szervezése. A lengyelek ellen Bohdan Hmelnickij vezetésével 1648-ban fellázadt kozákok 1654-ben hűségesküt tettek Alekszej orosz cárnak. Cserébe Hetmanscsina területén autonómiát kaptak.
1667-ben Oroszország és Lengyelország között felosztották Ukrajnát. Az oroszok azonban fokozatosan hozzákezdenek autonómiájuk felszámolásához. Ezért több kozák felkelés is kirobbant. Az északi háború idején Ivan Mazepa hetman a svédek oldalára állt. Azonban a függetlenségért küzdő kozákok lázadását 1709-ben XII. Károly támogatása ellenére Poltavánál I. Nagy Péter cár leverte. Ezt követően az addigi viszonylagos autonómiájukat tovább csökkentették, majd II. Nagy Katalin cárnő alatt végleg megszűnt a zaporizzsjai kozákság önállósága.
|  |  |  |  |  |